# SM Entertainment
Pour les articles homonymes, voir SM.
SM Entertainment Co., Ltd. (hangeul : 에스엠엔터테인먼트) est une agence de divertissement multinationale sud-coréenne fondée par Lee Soo-man en 1995. La société opère principalement comme un label discographique, une agence de gestion d’artistes, une société de production de musique et une société de gestion d'événements et de concerts. C'est l'une des plus grandes et plus riches maisons de disques dans l'industrie de la K-pop.
SM Entertainment est connue pour avoir lancé des artistes pionniers de la K-pop, comme les groupes H.O.T. et SES, mais aussi TVXQ, le groupe de K-pop ayant battu tous les records. Elle a contribué à façonner la K-pop d'aujourd'hui.

## Histoire

### Lancement et première génération d’artistes
Au début des années 1980, Lee Soo-man part étudier l’informatique aux États-Unis. Impressionné par l'industrie américaine et par MTV, qui apportait un côté visuel à la musique grâce aux couleurs et à la mode vestimentaire, il rêve alors de devenir un acteur de l’industrie du divertissement sud-coréen. En 1989, Lee Soo-man lance SM Studio, sa propre agence de divertissement, et signe ensuite son premier artiste, Hyun Jin-young, qui n'aura pas de succès et terminera par avoir des problèmes avec la justice.
Après un premier échec, Lee Soo-man a alors l'idée de développer un système « in-house », où l'agence produirait non seulement la musique de ses artistes mais s'occuperait également de tous les aspects de leurs carrières. Lee Soo-man établit ensuite SM Entertainment en 1995 et développe de nouvelles stratégies tel que la découverte de talents et leur formation à une carrière d'artiste. Fin 1996, SM Entertainment lance son premier boys band, H.O.T, composé de cinq garçons ayant été sélectionnés puis formés pendant six mois. À la suite de cela, l'entreprise lance les groupes S.E.S. en 1997, Shinhwa en 1998, et le duo Fly to the Sky en 1999.
La société Like Planning, créée en 1997 personnellement par Lee Soo-man, est chargée de la production de tous les albums des artistes sous SM Entertainment.

### Développement au Japon
En 2000, SM Entertainment devient la première entreprise de divertissement sud-coréenne à être listée en bourse au KOSDAQ.
Après le succès de ses groupes en Corée du Sud, SM Entertainment souhaite étendre ses activités en Asie. Une première tentative a déjà été mené avec S.E.S au Japon mais les résultats furent décevant. C'est alors que l'entreprise recrute Kwon Bo-ah, une jeune élève de primaire, puis l'envoie effectuer sa scolarité au Japon tout en étant formé au métier d'artiste. BoA débute ensuite sa carrière en 2001 et sort son premier album japonais en 2002. Intitulé Listen to My Heart, cet album se classe numéro un dans le classement national de l'Oricon. Le succès de BoA au Japon est considéré comme ayant ouvert la voie aux artistes coréens dans le pays. Parallèlement, SM Entertainment établit sa première succursale au Japon et forme un partenariat avec Avex Group, l'une des plus grandes maison de disque japonaise.
L'entreprise continue de lancer des groupes avec Black Beat en 2002, TVXQ en 2003 et étant aujourd'hui le groupe ayant battu le plus de records, TRAX en 2004 et CSJH The Grace en 2005. Par ailleurs, les groupes Shinvi, M.I.L.K. et Sugar sont lancés en 2001 et 2002 à travers des sous-labels de SM Entertainment.

### Expansion mondiale
En 2005, Kim Young-min devient le CEO de SM Entertainment. Il développera l'entreprise avec une volonté de produire des artistes internationaux. Des talents ayant une connexion avec l’international sont alors recrutés. C'est avec cette vision que seront produits les chanteurs Zhang Liyin et J-min, mais aussi les groupes Super Junior, Girls' Generation, SHINee et f(x). 
SM Entertainment établira une nouvelle succursale en Chine en 2005, puis une autre aux États-Unis en 2008 afin de lancer BoA sur le marché américain.
En 2010, Lee Soo-man décide de quitter son poste au sein du conseil d'administration de SM Entertainment pour se consacrer à l’expansion internationale de l'entreprise et au développement des artistes. Même s'il demeure l'actionnaire majoritaire, il ne participera plus au management général de l'entreprise.
En 2011, SM Entertainment, JYP Entertainment, YG Entertainment, KeyEast, Ament et Star J Entertainment ont décidé de joindre leurs forces et créer une agence unique appelée «UAM» (United Asia Management) afin de promouvoir la K-pop dans le monde entier.
En 2012, SM Entertainment lance son boy group EXO avec pour volonté d'étendre l’influence de la K-pop sur le marché chinois. Formé de membres coréens et chinois, divisés en deux sous-unités : EXO-K et EXO-M, le but est que le groupe puisse promouvoir à la fois en Corée et en Chine. Ce concept d'un groupe séparé en 2 dès le départ était assez révolutionnaire pour l'époque. Après le succès d'EXO, SM Entertainment enchaîne avec Red Velvet deux ans plus tard.
En 2016, Lee Soo-man annonce un nouveau projet de grande envergure nommé «NCT» (Neo Culture Technology). Il s'agit d'un boy group, combinant les méthodes de développement précédemment mises en place par SM Entertainment et ayant un nombre illimité de membres. Divisé en plusieurs sous-unités, le groupe a pour but de se développer dans le monde entier.
En 2019, SM Entertainment lance SuperM en partenariat avec Capitol Music. Composé de 7 membres dont 4 membres venant de NCT, 2 de EXO et 1 de SHINee, ce supergroupe vise l'industrie américaine. La même année, SM Entertainment signe un partenariat avec Creative Artists Agency pour le management de ses artistes aux États-Unis.

### Restructuration et nouvelle ère
En 2020, SM Entertainment change la direction de son entreprise. Lee Sung-soo, directeur de la production musicale, et Tak Young-joon, directeur marketing, sont nommés co-CEOs de SM Entertainment. La même année, l'entreprise annonce le lancement d'aespa, son premier girl group depuis 6 ans. Le groupe est présenté comme ayant un concept unique qui transcende les frontières entre le monde réel et le monde virtuel. SM Entertainment entend également développer le SM Culture Universe, un projet démarrant avec aespa et connectant tous ses artistes autour d'un univers unique.
Fin 2022, le conseil d'administration de SM Entertainment annonce que l'entreprise va rompre ses liens avec Lee Soo-man, jusqu’alors producteur en chef de tous les artistes du label, car celui-ci s'attribue trop de redevance sur les bénéfices liés à la musique. 
En février 2023, SM Entertainment annonce une réorganisation interne par la mise en place d'un système multi-label où les artistes seront répartis sous cinq centres de gestion et de production indépendant. Un centre supplémentaire dédié aux artistes virtuels tel que Naevis sera ouvert. Quelques jours plus tard, Kakao annonce avoir acquis 9 % des parts de SM Entertainment, devenant ainsi le deuxième plus grand actionnaire de l'entreprise. Les deux entreprises ont également signé un partenariat pour partager leurs expertises dans divers domaines, notamment les technologies, les plateformes et la musique, afin d’accroître leurs présences dans l'industrie du divertissement. Lee Soo-man, sentant sa place menacée dans ce nouveau système, se tourne vers son rivale HYBE et vend à la société 14,8 % de ses parts,. Les dirigeants de SM Entertainment et 85 % des employés ont exprimé être contre ce rachat.

## Filiales

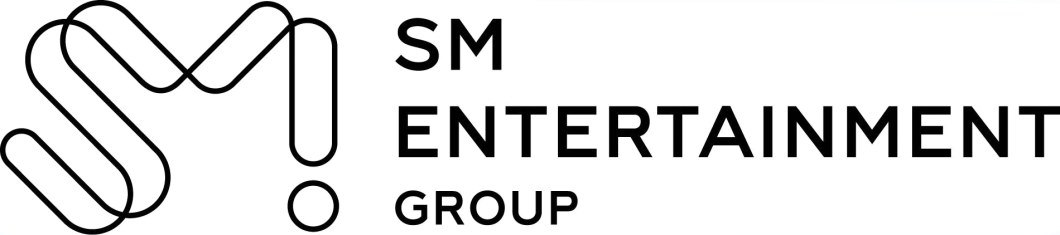
Logo de SM Entertainment Group.

- SM Studios[32]
  - SM Culture & Contents
  - SM Life Design Group
  - Mystic Story
  - KeyEast
  - Dear U
- Dream Maker Entertainment
  - SM Entertainment Beijing
  - Beyond Live Corporation
  - Dream With Us
- SM Brand Marketing
- SM Town Planner
- Studio Kwangya[33]
  - Studio A
  - Studio Clon[34]
- Kreation Music Rights[35]
  - MonoTree[36]
  - The Hub[36]
  - Smash Hit[36]
  - Kustomade[37]
- Studio White[38]
- Million Market
- ESteem

### Succursales
- SM Entertainment Japan
  - Stream Media Corporation
  - SMEJ Plus
- SM Entertainment USA
  - SM Innovative Holdings
- SM & Kakao Entertainment America
  - Made in Korea Media
- SM Entertainment S.E.A[39]
  - SM True (en partenariat avec True Corporation)
  - SM Indonesia (en partenariat avec Trans Media)[40]

## Artistes
Depuis mars 2023, les artistes de SM Entertainment sont répartis sous différents centres de production indépendants, responsables de l'A&R, du management et de la création artistique,.
| Centre            | Groupes                                | Artistes solo    |
| ----------------- | -------------------------------------- | ---------------- |
| One Production    | - Girls' Generation - aespa            | - BoA            |
| Prism Production  | - SHINee - WayV - Hearts2Hearts        | - Raiden - Lucas |
| Red Production    | - TVXQ - Red Velvet                    |                  |
| Neo Production    | - NCT - NCT 127 - NCT Dream - NCT Wish |                  |
| Wizard Production | - Super Junior - EXO - Riize           | - Kangta         |
| Artiste virtuel   |                                        | - Naevis         |

### Groupes projets
- SM the Ballad
- SM The Performance
- SuperM
- Girls On Top (ou GOT)
  - GOT The Beat

### Acteurs
- Cho Jun-young
- Choi Jong-yun
- Kim Kyung-shik
- Kim Min-jong
- Lee Cheol-woo
- Lee Dong-woo
- Lee Jae-ryoung
- Lina
- Yoon Da-hoon
- You Ho-jeong

### Sous-labels
ScreaM Records
- Ginjo
- IMLAY

Krucialize
- Min Ji-woon

## Anciens artistes
Liste des artistes et groupes anciennement sous SM Entertainment :

### Groupes
- H.O.T. (1996–2001)[45]
- S.E.S.(1997–2002; 2016–2017)
- Shinhwa (1998–2003)
- Fly to the Sky (1999–2004)
- M.I.L.K (2001–2003)
- Sugar (2001–2006)
- Black Beat (2002–2007)
- Shinvi (2002–2003)
- Isak 'N' Jiyeon (2002–2004)
- TVXQ :
  - Kim Jae-joong (2003–2009)
  - Park Yoochun (2003–2009)
  - Kim Junsu (2003–2009)
- TraxX (2004–2019)[46]
  - Rose (2004–2005)
  - Attack (2004–2007)
  - Jay (2004–2019)
  - Jungmo (2004–2019)
- The Grace (2005–2010)
  - Stephanie (2005–2016)
  - Dana (2001–2020)[47]
  - Sunday (2005–2021)[48]
- Girls' Generation :
  - Jessica (2007–2015)[49]
  - Seohyun (2007–2017)[50]
  - Tiffany (2007–2017)[50]
  - Sooyoung (2007–2017)[50]
  - Sunny (2007–2023)[51]
- f(x) (2009–2019)[52]
  - Amber (2009–2019)
  - Luna (2009–2019)
  - Sulli ✞ (2009–2019)
  - Krystal (2009–2020)
  - Victoria (2009–2021)

- Super Junior :
  - Han Geng (2005–2009)
  - Kim Kibum (2004–2015)
  - Henry (2008–2018)
  - Eunhyuk (2005—2023)[53]
  - Donghae (2005—2023)[53]
  - Kyuhyun (2006—2023)[53]
- EXO :
  - Kris (2012–2014)[54]
  - Luhan (2012–2014)[54]
  - Tao (2012–2015)[54]
  - Lay (2012–2022)[55]
  - D.O. (2012–2023)[56]
  - Baekhyun (2012–2023)[57]
  - Chen (2012–2023)[57]
  - Xiumin (2012–2023)[57]
- SHINee :
  - Jonghyun ✞ (2008–2017)
  - Taemin (2008–2024)[58]
  - Onew (2008–2024)[59]
- NCT :
  - Taeil (2016–2024)[60]
- Red Velvet :
  - Wendy (2014–2025)[61]
  - Yeri (2015–2025)[61]

### Solistes
- Hyun Jin-young (1990–1993)
- Han Dong-joon (1991–1992)
- Kim Kwang-jin (1991–1992)
- Lee Ji-hoon (2001–2004)
- Jang Na-ra (2001–2008)
- Chu Ga-yeoul (2002–2012)
- Zhang Liyin (2006–2017)

### Acteurs
- Yoon Park (2009–2013)[62]
- Go Ara (2003–2016)[63]
- Lee Yeon-hee (2001–2020)[64]

## Discographie
| Date de sortie   | Album                                                  |
| ---------------- | ------------------------------------------------------ |
| 15 décembre 1999 | Christmas in SMTown                                    |
| 8 décembre 2000  | Christmas Winter Vacation in SMTown.com                |
| 4 décembre 2001  | Christmas Winter Vacation in SMTown.com – Angel Eyes   |
| 10 juin 2002     | Summer Vacation in SMTown.com                          |
| 6 décembre 2002  | 2002 Winter Vacation in SMTown.com – My Angel My Light |
| 18 juin 2003     | 2003 Summer Vacation in SMTown.com                     |
| 8 décembre 2003  | 2003 Winter Vacation in SMTown.com                     |
| 2 juin 2004      | 2004 Summer Vacation in SMTown.com                     |
| 20 juin 2006     | 2006 Summer SMTown                                     |
| 12 décembre 2006 | 2006 Winter SMTown – Snow Dream                        |
| 5 juillet 2007   | 2007 Summer SMTown – Fragile                           |
| 10 décembre 2007 | 2007 Winter SMTown – Only Love                         |
| 14 juillet 2009  | 2009 Summer SMTown – We Are Shining                    |
| 13 décembre 2011 | 2011 Winter SMTown – The Warmest Gift                  |
| 10 juillet 2012  | SM Best Album 3                                        |
| 27 décembre 2021 | 2021 Winter SMTOWN: SMCU Express                       |
| 26 décembre 2022 | 2022 Winter SM Town: SMCU Palace                       |